# Західноукраїнський економіко-правничий університет
Західноукраїнський економіко-правничий університет — приватний університет, заснований, як Український вільний інститут менеджменту і бізнесу (УВіМБ) у 1991 році в м. Чернівці.
З 1995 р. як Економіко-правничий інститут, Чернівці (ЕПіЧ) (англ. Czernowitz School of Economics and Law).
Університет було перереєстровано в 2003 році на базі Івано-Франківського факультету правознавства та економіки підприємництва, який функціонував як структурний підрозділ ЕПіЧ з 1992 року. Нині ЕПіЧ є відокремленим структурним підрозділом університету.
Форми навчання:
- денна;
- заочна.

Бібліотека університету включає чотири читальні зали. Книжковий фонд — понад 22 тисячі примірників літератури.

## Ректори
- 1990-2007 - доктор технічних наук, професор Грита Ярослав Володимирович[2]
- 2007-по теперішній час - Бондарчук-Грита Анна Василівна - доктор філософії, кандидат економічних наук.

## Структура

### Факультети і спеціальності
Економічний факультет
- облік і аудит;
- фінанси і кредит;
- бухгалтерський облік;
- економіка підприємства;
- туризм.

Юридичний факультет
- правознавство;
- право.

### Викладацький склад
Викладачів: 145
- Кандидатів наук: 28
- Докторів наук: 26

## Співпраця
Університет уклав договори про співпрацю у підготовці випускників з Тернопільським державним університетом, Національним університетом «Львівська політехніка», Національною юридичною академією ім. Ярослава Мудрого (Харків). Крім цього, університет активно співпрацює в сфері наукових розробок з Інститутом регіональних досліджень НАН України (Львів).